# Axel Heiberg Island
Axel Heiberg Island (Inuktitut: ᐅᒥᖕᒪᑦ ᓄᓈᑦ, Umingmat Nunaat) ist mit über 43.000 km² die siebtgrößte Insel Kanadas. Sie ist eine der Königin-Elisabeth-Inseln und gehört zur Region Qikiqtaaluk im Nordosten des Territoriums Nunavut.

## Geographie

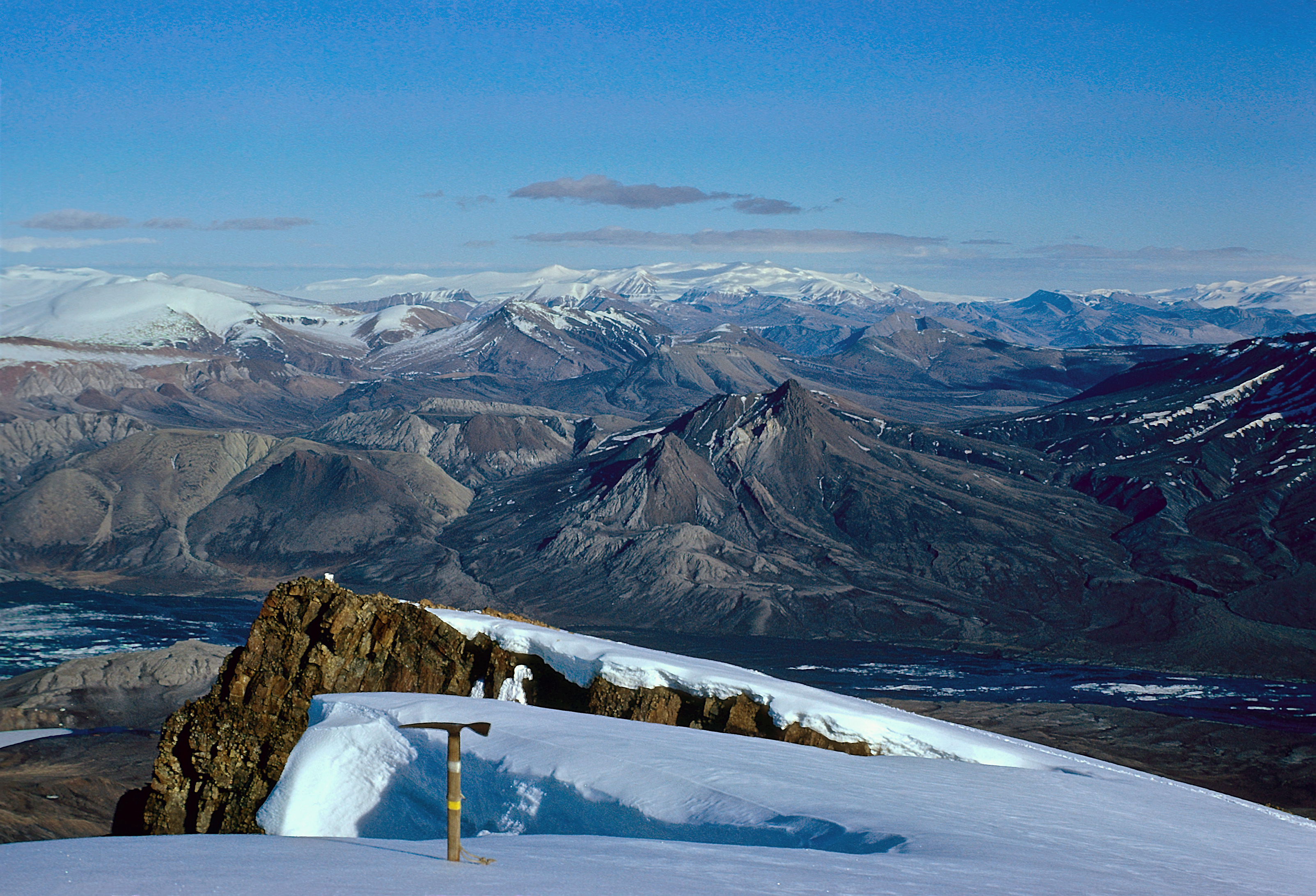
Blick vom Wolf Mountain über das Expedition Valley auf den teils vergletscherten südlichen Teil der Axel-Heiberg-Insel (Juni 1975)

Die durch Fjorde stark gegliederte Insel liegt vor der Westflanke von Ellesmere Island, getrennt durch den Eureka Sound und den Nansen Sound. Im Südwesten trennen Sverdrup-Kanal und Massey Sound die Insel von Meighen Island, Amund Ringnes Island und Cornwall Island.

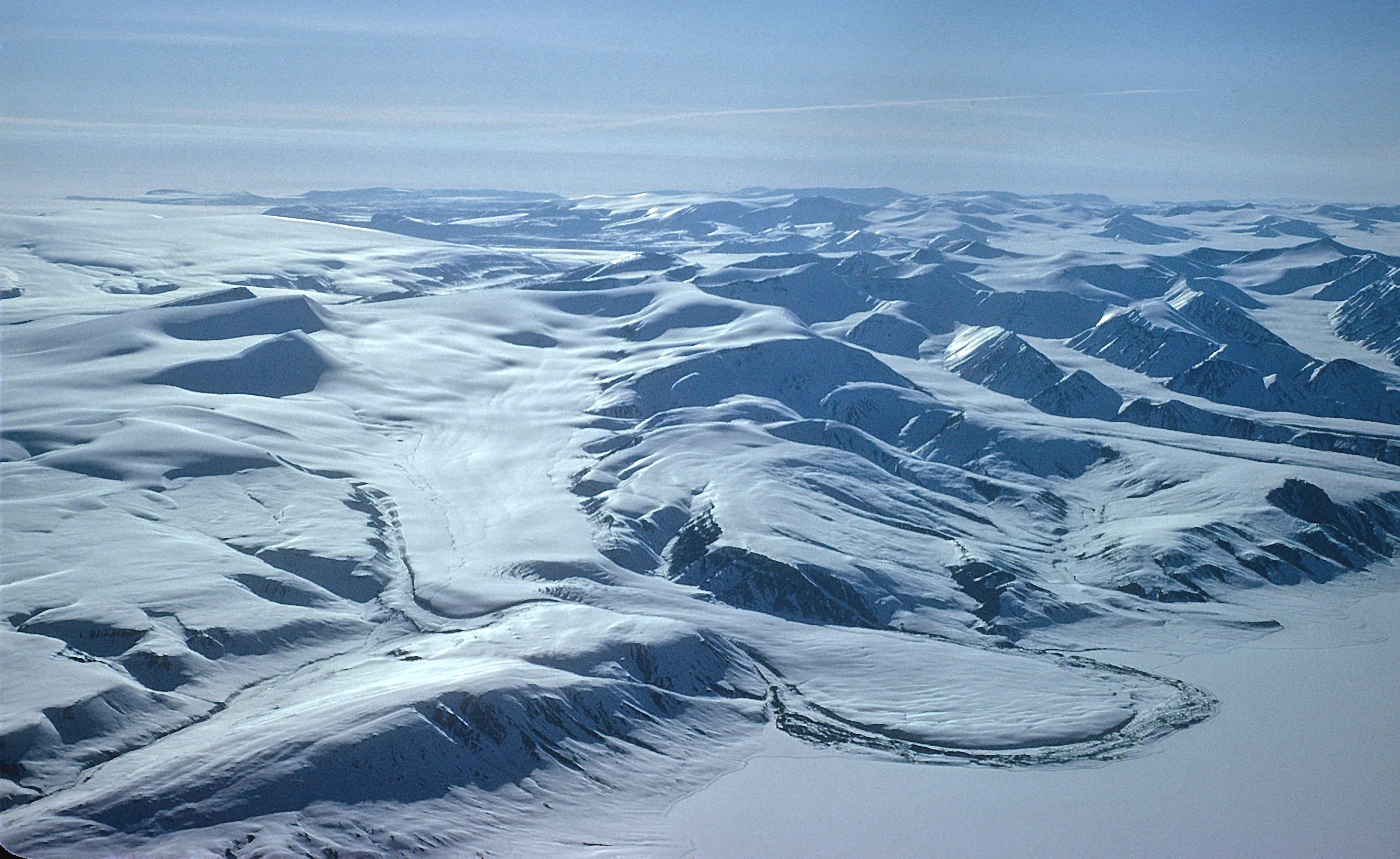
Eine am Glacier Fjord im Süden der Insel vorstoßende Gletscherzunge (Juni 1975)

Die Axel-Heiberg-Insel ist 43.178 km² groß und erreicht an ihrer höchsten Stelle, dem White Crown Mountain, eine Höhe von 2.120 m. Die Insel befindet sich zwischen 78° und 81° nördlicher Breite sowie 85° und 97° westlicher Länge. Eis und Gletscher bedecken derzeit etwa 14.733 km² der Gesamtfläche. Sie wird beherrscht von der Steacie-Eiskappe und der Müller-Eiskappe, benannt nach dem Schweizer Glaziologen Fritz Müller (1926–1980).
Die Insel ist unbewohnt. Nur im Sommer ist die McGill-Forschungsstation besetzt, die acht bis zwölf Personen komfortabel unterbringen kann.

### Lost Hammer Spring
Lost Hammer Spring im zentralen Westen der Insel (79° 7′ N, 90° 21′ W) ist die kälteste und salzigste aller bisher beschriebenen arktischen Quellen. Sie zeichnet sich durch einen ganzjährigen hypersalinen (24 %) Abfluss bei Temperaturen unter dem Gefrierpunkt (~−5 °C) aus, der durch eine hohle, 2 m hohe, kegelförmige Salztuffsteinstruktur an die Oberfläche fließt. Kontinuierliche Gasemissionen aus der Quelle deuten auf eine darunter liegende thermogene Methanquelle hin. Aufgrund dieser Eigenschaften gilt diese Quelle als ein bedeutender astrobiologischer Vergleichsort für mögliche Lebensräume auf dem Mars und den kalten Monden Europa und Enceladus.
An diesem Standort wurden Archaeen (DPANN- und ANME-1-Archaeen) und Bakterien (Gammaproteobacteria und vorgeschlagenes Phylum CG03) gefunden. Diese Mikroben sind nicht auf organisches Material oder Sauerstoff angewiesen, sondern benötigen zum Leben nur einfache anorganische Verbindungen. Derartige anorganische Verbindungen sind auch auf dem Mars vorhanden.

## Geschichte

### Naturgeschichte
2006 entdeckten Wissenschaftler unter Leitung des Geophysikers John Tarduna von der University of Rochester das gut erhaltene Fossil einer asiatischen Wasserschildkröte, das auf ein Alter von 90 Millionen Jahren datiert werden konnte, was den Nachweis erheblich höherer Temperaturen erbrachte, als sie heute auf der Insel herrschen. 1985 entdeckten ein Hubschrauberpilot und ein Geologe unabhängig voneinander einen mumifizierten Wald, der im Eozän vor 40 bis 50 Millionen Jahren hier wuchs. An den Geodetic Hills fanden sich etwa 50 cm hohe und ein Meter dicke Baumstümpfe der Mammutbaumart Metasequoia glyptostroboides, dazu Baumstämme von Wasserfichten (Glyptostrobus) sowie anderer Arten wie Hickory, Sumpfzypressen, Zeder, Pinie, Fichte, Lärche usw. Die Mammutbäume hatten eine Wuchshöhe von 50 m und erreichten ein Alter von tausend Jahren.

### Paläo-Eskimo, Dorset-Kultur, voreuropäische Geschichte
Im Osten der Insel wurden ab den frühen 1970er Jahren Artefakte der Dorset-Menschen entdeckt, wie etwa eine Steinkiste aus der Späten Dorsetphase sowie Spuren von Ocker, was auf rituelle Nutzung hindeutet. Zwischen 4000 und 3700 BP jagten Paläo-Eskimos hier Moschusochsen, eine Zeit, in der der Norden rapide von ihnen besiedelt wurde.

### Entdeckung und erste Expeditionen (ab 1899)
Die europäische Entdeckung der Insel leistete im April 1899 Otto Sverdrup. Er benannte sie nach dem Konsul Axel Heiberg, einem Mitbegründer der norwegischen Brauerei Ringnes, die die Polarexpedition finanziell unterstützte. Am 11. April des folgenden Jahres landete Sverdrup bei Cape Southwest erstmals an, doch konnte er weder auf dieser Expedition noch im nächsten Jahr beweisen, dass es sich um eine Insel handelte. 1900 hatte er das Land westwärts erkundet, 1901 ostwärts; der Nachweis gelang erst über ein Jahrzehnt später, 1912.
Der nächste, der die Insel erreichte, war Robert Peary, der am 26. Juni 1906 am Kap Thomas Hubbard landete. Nicht weit davon begann zwei Jahre später Frederick Cook am 18. März 1908 seine Nordpolexpedition. 1914 machte sich Donald McMillan (1874–1970) von hier aus vergeblich auf die Suche nach dem vermuteten Crocker Land. 1926 versuchte McMillan eine Basis – von Etah in Grönland aus der Luft versorgt – einzurichten, gab dieses Vorhaben jedoch nach drei Wochen auf. Dieses Unternehmen veranlasste Kanada, das offenbar amerikanische Ansprüche befürchtete, erstmals eine eigene Expedition auf die Beine zu stellen. Eine Mannschaft der Royal Canadian Mounted Police unter Leitung von A. H. Joy erkundete die Insel bereits 1926, abermals 1929.
1932 suchte eine Expedition dieser Polizeitruppe unter Richard Stallworthy nach den vermissten Mitgliedern der Zweiten Hessischen Grönlandexpedition, die aus Hans Krüger, Åge Rose Bjare und dem Inuitführer Akqioq bestanden hatte. Von ihnen hatte man seit zwei Jahren nichts mehr gehört. Dabei umfuhr Stallworthy auch die Axel-Heiberg-Insel, wo er als einzige Spur am Cape Thomas Hubbard eine Botschaft vom 30. April 1930 fand. Mindestens drei weitere Expeditionen fanden statt, wie 1940 die Dänische Thule- und Ellesmereland-Expedition unter der Leitung von James van Hauen (1904–1990).

### Forschung (seit 1955)
Die wissenschaftliche Erforschung der Insel begann erst 1955 durch die vom Geological Survey of Canada durchgeführte Operation Franklin. Seit 1960 besteht an der Westküste eine Forschungsstation mit einem Landeplatz für STOL-Flugzeuge. 1972 führte die britische Armee die ersten Bergbesteigungen durch. Unter Leitung von A. J. Muston bestiegen Männer 48 Gipfel östlich des Middle Fiord und brachten zahlreiche Mineralien und botanische Funde mit.
Die von der McGill-Universität Montreal betriebene Station umfasst mehrere kleine Gebäude für 8 bis 12 Personen und liegt rund 8 km von der Küste des Expedition Fjords entfernt. Seit 1959/60 wird regelmäßig die glaziologische Massenbilanz am White Glacier gemessen, einem fast 40 km² bedeckenden Outlet der Müller-Eiskappe. Diese Messungen gelten als die längste kontinuierlich erfasste Massenbilanzreihe aller arktischen Gletscher. Auch die Bildung und weitere Entwicklung der Stauchmoräne am benachbarten Thompson Glacier ist seit 50 Jahren ein international bekanntes Forschungsobjekt (siehe Abbildungen und Literatur).

## Bildergalerie

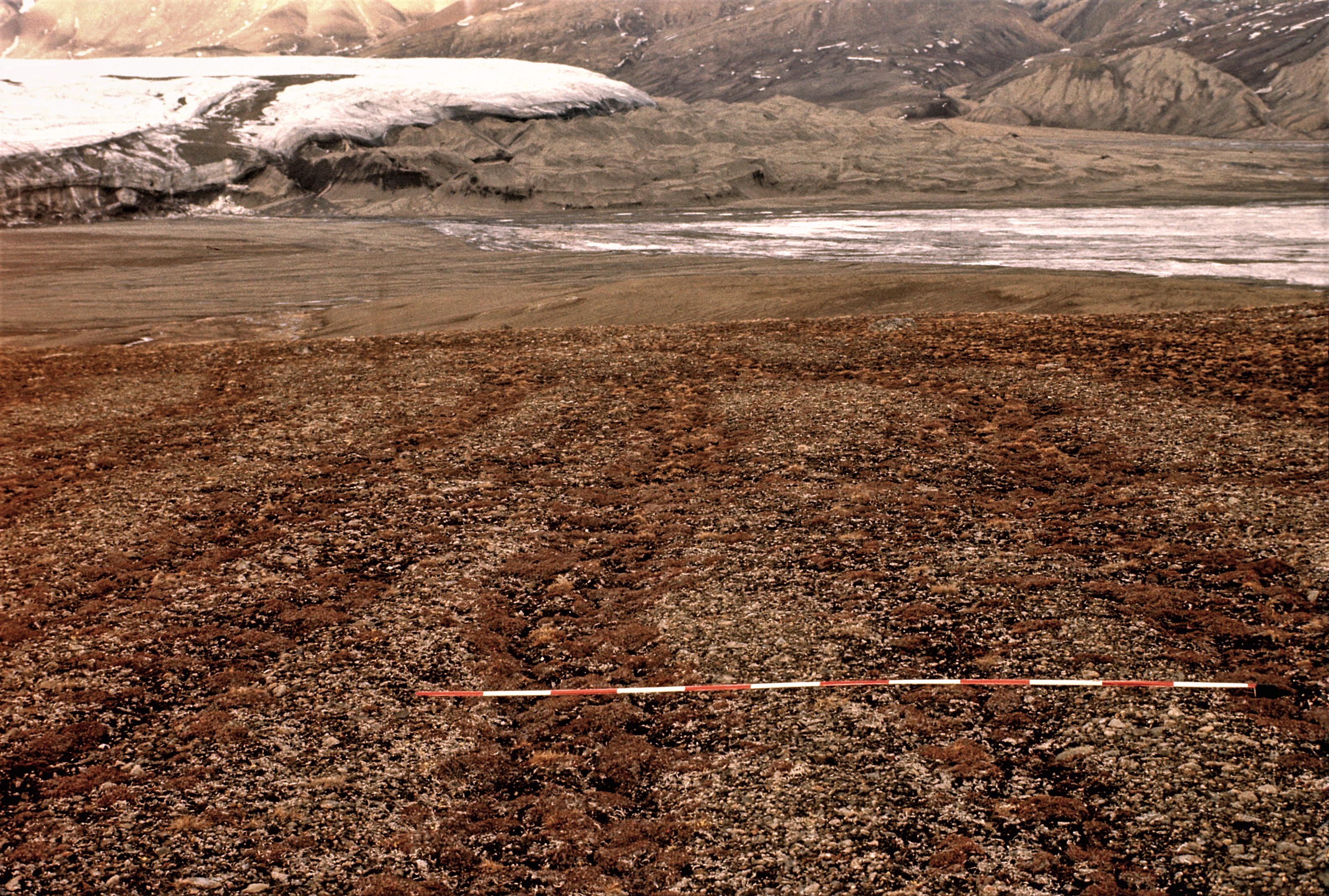
Vorne Frostmusterboden mit Steinstreifen, im Hintergrund der Thompson-Gletscher mit Stauchmoräne (1975)
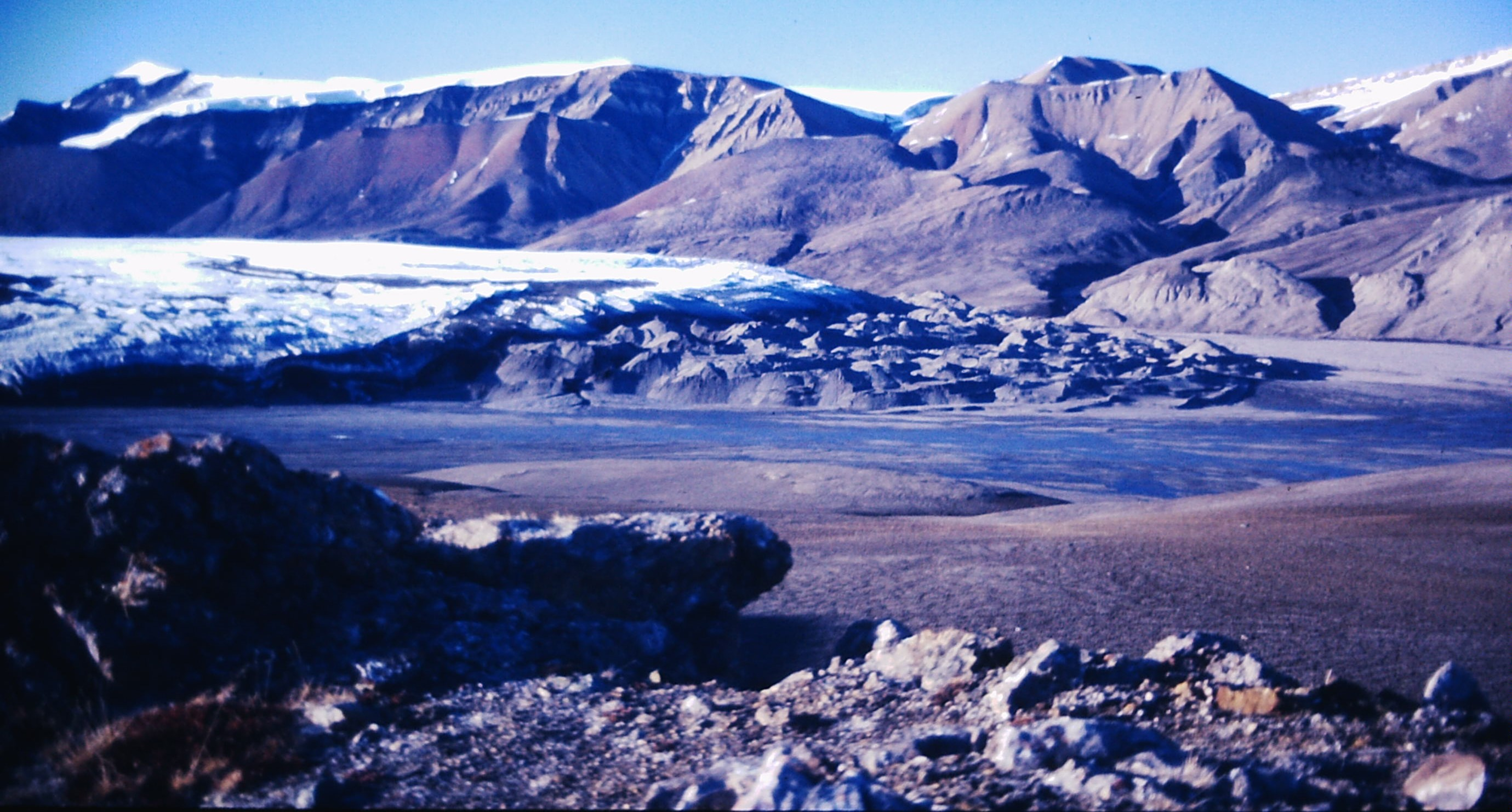
Die aktive Stauchmoräne des Thompson-Gletschers im Juli 1988
Menschen auf der Stauchmoräne vor dem Thompson-Gletscher (1988)
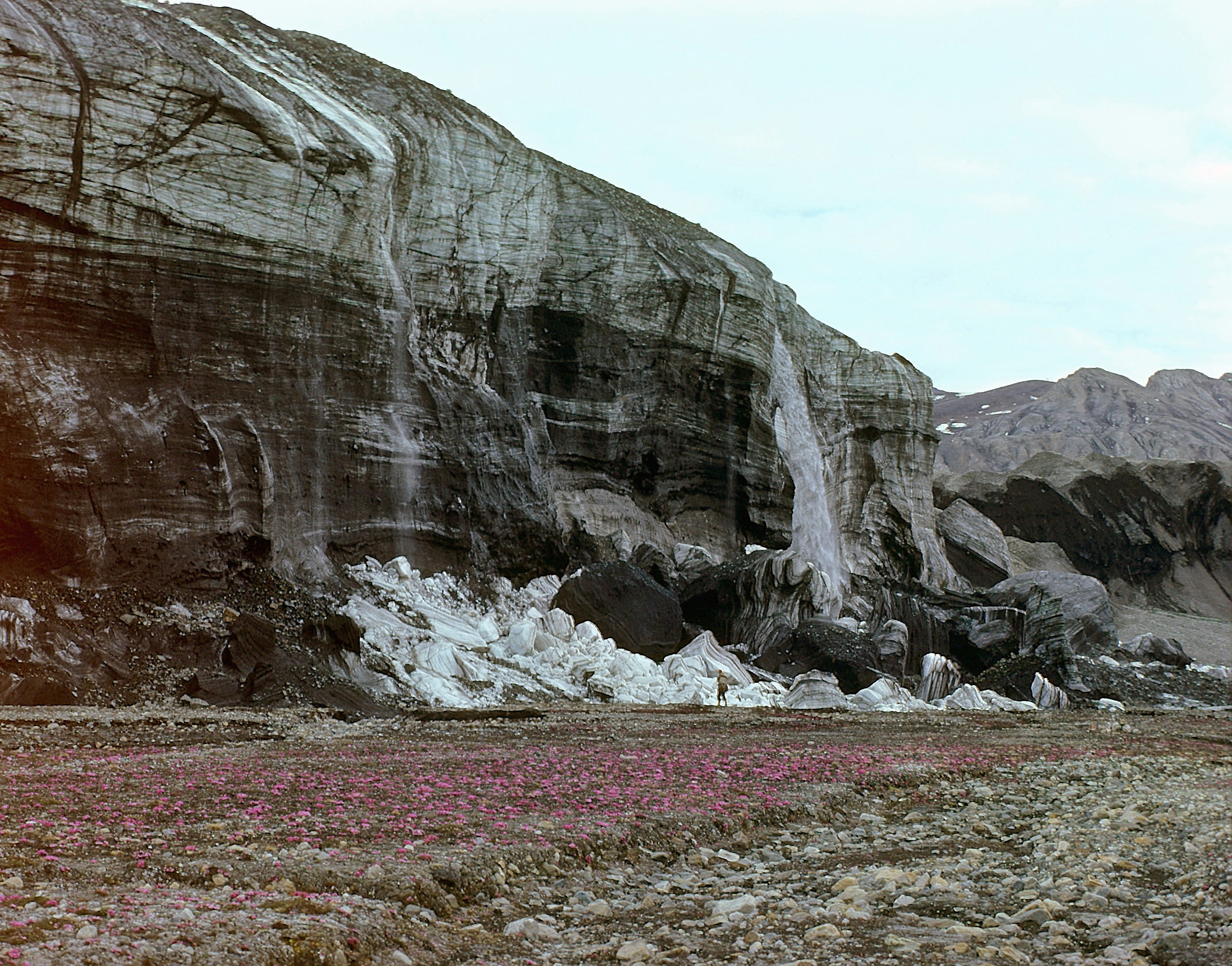
Über die steile Stirn des White Glacier fallendes Wasser, davor blühender Steinbrech (1975)
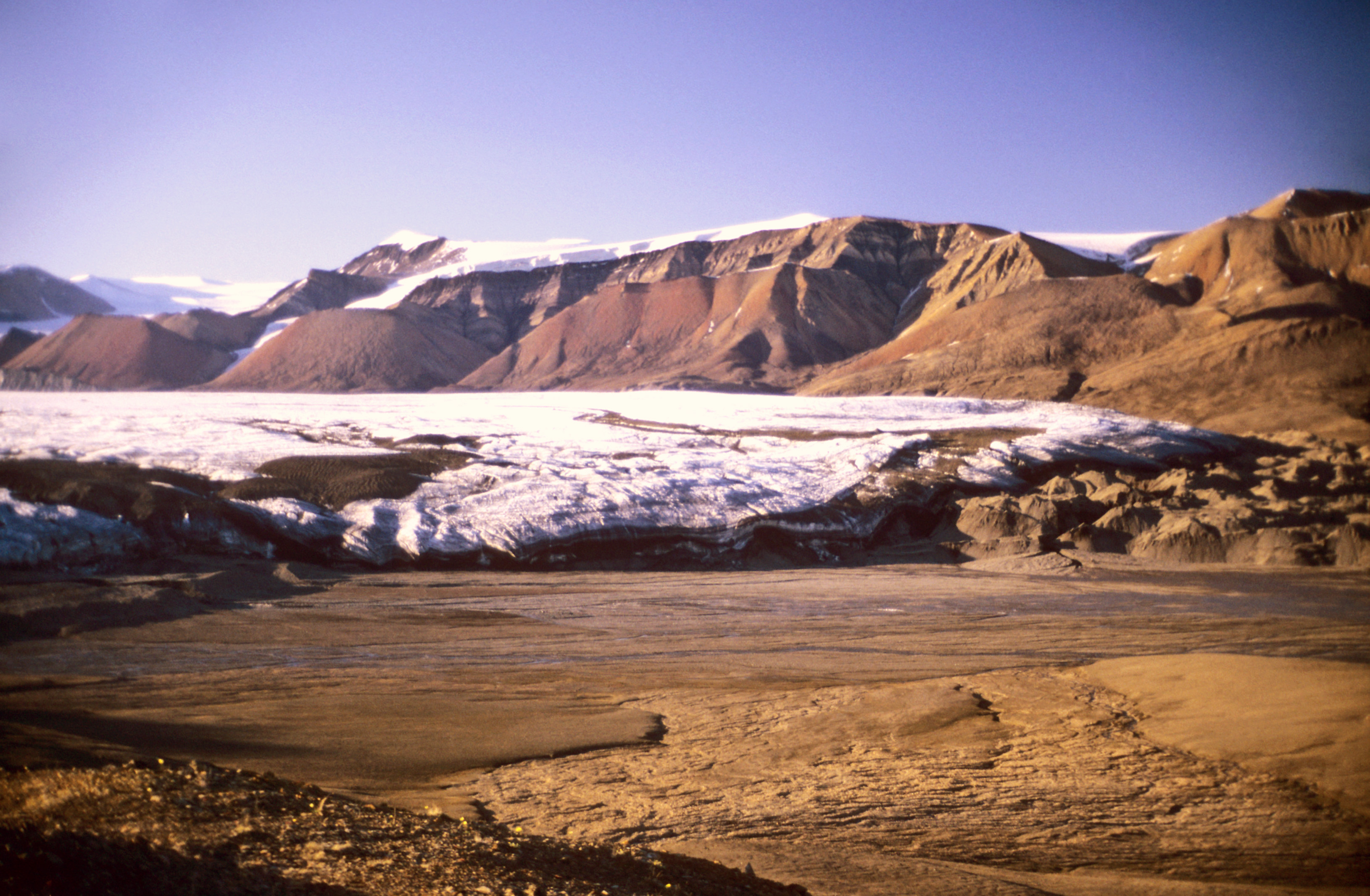
White Glacier (ganz links) und Thompson-Gletscher (rechts) mit Stauchmoräne (1988)